# Spanish Open 1988
Spanish Open 1988 — тенісний турнір, що проходив на відкритих кортах з ґрунтовим покриттям Real Club de Tenis Barcelona в Барселоні (Іспанія). Належав до турнірів 1-ї категорії в рамках Туру WTA 1988. Відбувсь усьоме і тривав з 25 квітня до 1 травня 1988 року. П'ята сіяна Ніжі Діас здобула титул в одиночному розряді.

## Фінальна частина

### Одиночний розряд
'Ніжі Діас —  Беттіна Фулько 6–3, 6–3
- Для Діас це був єдиний титул за сезон і 3-й — за кар'єру.

### Парний розряд
Іва Бударжова /  Сандра Вассерман —  Anna-Karin Olsson /  Марія Хосе Льорка 1–6, 6–3, 6–2
- Для Бударжової це був єдиний титул за сезон і 3-й — за кар'єру. Для Вассерман це був єдиний титул за сезон і 1-й — за кар'єру.